# 周宇柔
周宇柔（1990年12月24日—），台灣女演員。曾加入《表演工作坊》劇團，演出音樂舞台劇《彈琴說愛》、《夜夜說相聲》 。

## 舞台劇
| 年份      | 劇團       | 劇名             | 角色   |
| 2014-2016 | 表演工作坊 | 彈琴說愛         |        |
| 2015-2016 | 表演工作坊 | 夜夜說相聲       | C      |
| 2016-2024 | 表演工作坊 | 暗戀桃花源       | 護士   |
| 2019      | 表演工作坊 | 遇見自己         | 小雨   |
| 2021      | 表演工作坊 | 一夫二主         | 愛麗絲 |
| 2022      | 表演工作坊 | 如夢之夢         |        |
| 2023      | 表演工作坊 | 艾迪亞曾經在此   |        |
| 2024      | 表演工作坊 | 張愛玲的最後一夜 | 王嬌蕊 |
| 2022-2024 | 表演工作坊 | 絕不付帳！       | Coco   |

## 電視劇
| 年份   | 頻道       | 劇名       | 角色          |
| 2017年 | 公視       | 本願路     | 李祐慈        |
| 2017年 | 大愛電視台 | 愛別離     | 護士          |
| 2018年 | 大愛電視台 | 超完美任務 | 張鳳麟        |
| 2019年 | 華視       | 寸尺       | 徐依凡        |
| 2020年 | 華視       | 若是一個人 | 賴小雯        |
| 2020年 | 民視       | 無主之子   | 林珮瑜        |
| 2021年 | 大愛電視台 | 觀音對我笑 | 玲容          |
| 2023年 | 民視       | 市井豪門   | 楊曉冬        |
| 2023年 | 民視       | 愛的榮耀   | 呂萱萱/呂淑君 |

### 電視電影
| 年份   | 頻道           | 名稱 | 角色 |
| 2017年 | 新加坡Star Hub | 煮炒 | 小楸 |

## 感情生活
現任男友為喜劇貴公子黃豪平。 
2023年7月承認已與黃豪平交往兩年。

## 電影
| 年份 | 名稱             | 角色   | 導演   |
| 2016 | 萌學園：尋找磐古 | 精靈族 | 李權峰 |
| 2017 | 花澤記           | 夏子葳 | 王毓雅 |

### 電視節目
| 年份 | 頻道                  | 名稱         | 備註       |
| 2016 | 中天綜合台/中視數位台 | 超強17練習生 | 第二集退賽 |

## 主持作品
| 年份 | 頻道 | 名稱       | 備註   |
| 2019 | 民視 | 快樂故事屋 | 主持人 |

## 外部連結
- 周宇柔 Dora的Facebook專頁
- 周宇柔的Instagram帳戶
- 鳳凰藝能－周宇柔 （页面存档备份，存于）